# Marruecos en los Juegos Paralímpicos de Barcelona 1992
Marruecos estuvo representado en los Juegos Paralímpicos de Barcelona 1992 por cinco deportistas masculinos. El equipo paralímpico marroquí no obtuvo ninguna medalla en estos Juegos.